# Acaena dumicola
Acaena dumicola é uma espécie de rosácea do gênero Acaena, pertencente à família Rosaceae.